# أحمد نصر جرار
أحمد نصر جرار (1994 - 2018) شاب فلسطيني كان ينتمي لكتائب القسّام الجناح العسكري لحركة المقاومة الإسلاميّة في فلسطين (حماس). طارده الجيش الإسرائيلي لأسابيع بعد عدّة محاولات فاشلة للوصول إليه بسبب اتهامه بتنفيذ عمليّة قتل مستوطن قرب نابلس شمال الضفّة الغربيّة في شهر كانون الثاني/ يناير 2018، حتى اشتباكه مع قوات إسرائيليّة خاصّة في اليامون قرب جنين مما أدّى إلى استشهاده في 6 شباط/ فبراير 2018.
تحوّل جرّار بعد أحداث المطاردة والاشتباك تلك إلى رمزٍ مقاوم داخل الضفّة الغربيّة وخارجها، وقد تم فتح بيوت عزاء له في فلسطين والأردن وسوريّا. وهو نجل القيادي القسّامي في حركة حماس نصر جرار، الذي طاردته القوّات الإسرئيليّة أيضًا في عدّة محاولات فاشلة لأكثر من سنة حتّى قتلته عام 2002.

## حياته
وُلِد أحمد جرّار في واد برقين غرب جنين شمال الضفّة الغربيّة عام 1994. وقد تلقّى تعليمًا أساسيًا وثانويًا، وحصل على شهادة جامعيّة في إدارة المستشفيات من الجامعة العربيّة الأمريكيّة في جنين، كما عمل بالتجارة. هدمت القوّات الإسرائيليّة بيته عدة مرّات، كان أوّلها عام 2002 حين اُستُهدِف أباه نصر في عمليّة عسكريّة، وكان آخرها قبل استشهاده بأسابيع عام 2018.

## اغتياله
ذكرت صحيفة يديعوت أحرونوت العِبرية، أنَّ معلومات استخباراتية وصلت الساعة 3:00 قبل فجر يوم الثلاثاء 6 شباط/ فبراير قادت إلى مكان أحمد جرار، وأضافت أنَّ المعلومة ذكرت بأنَّ هناك ثلاثة بيوت في اليامون شمال جنين، ويعتقد بأنَّ أحمد يتواجد في واحدٍ منها، وأشارت أنَّ قوات إسرائيلية خاصة حاصرت المكان، وجرى النداء على أحمد لتسليمِ نفسه إلا أنهُ حاولَ الخروج من أحد المنافذ، ثم أطلق الجيش الإسرائيلي عليه النّار.
بعد انسحاب القوات الإسرائيلية من المكان، تضاربت الأنباء حول ما إذا كانَّ القتيل هو أحمد نصر جرار أو شخص آخر، إلا أنَّ ختام جرار (أم أحمد) أكدت أنَّ الشهيد هو أحمد؛ وذلك عندما أحضر أقاربه ملابسه، وأيضًا كان من بين الاغراض التي وجدت خلفهُ مُصحف كان والدهُ قد أهداه إياه وهو صغيرٌ قبل استشهاده.
ذكرَ معتقل النقب لمركز الأسرى للدراسات أن حركتي الجهاد الإسلامي وفتح نظمتا مساءَ الثلاثاء في سجن النقب حفل تأبين لأحمد نصر جرار مع فتح بيت عزاء له في السجن.

## وصلات خارجية
- حكاية المقاوم أحمد جرار